# Ayot St Lawrence
Ayot St Lawrence – wieś w Anglii, w hrabstwie Hertfordshire, w dystrykcie Welwyn Hatfield. Leży 14 km na zachód od miasta Hertford i 38 km na północ od centrum Londynu.